# Club de Fútbol Venta de Baños
El Club de Fútbol Venta de Baños es un club de fútbol de España, de la localidad de Venta de Baños (Palencia, Comunidad Autónoma de Castilla y León). Juega en la Primera División Regional Castilla y León . Además su equipo juvenil juega en la liga Provincial Juvenil Provincial Palencia. Viste camiseta roja , pantalón azul y medias rojas.

## Estadio
El campo del CF Venta de Baños es el Estadio Amador Alonso. Se encuentra en la Avda. Frontera de Haro, s/n. Tiene una capacidad para 2.000 espectadores y unas dimensiones del terreno de juego de 100 x 66 m. El terreno de juego es de hierba natural y lo conforman 4 torretas de luz led, con lo que se juega partidos de noche.

## Datos del club
- Temporadas en Primera División: 0.
- Temporadas en Segunda División: 0.
- Temporadas en Segunda División B: 0.
- Temporadas en Tercera División: 17.
- Temporadas en Regional Preferente: 38
- Temporadas en Primera Provincial: 14
- Temporadas en Segunda Regional: ?
- Mejor puesto en la liga: 7º (Tercera División, temporada 1979/80).
- Puesto actual clasificación histórica 3ª división de España: 481
- Participaciones en Copa del Rey: 4 temporadas (1977/78, 1978/79, 1979/80 y 1980/81)

## Uniforme
- Uniforme titular: Camiseta roja, pantalón azul y medias rojas.

- Uniforme alternativo: Camiseta azul clara, pantalón blanco y medias blancas.

## Participaciones en Copa del Rey
| Temporada | Ronda                | Rival                    | Local | Visitante | Global |  |
| --------- | -------------------- | ------------------------ | ----- | --------- | ------ |  |
| 1977-78   | Primera ronda        | Bilbao Athletic          | 0-1   | 0-4       | 0-5    |  |
| 1978-79   | Primera ronda        | Burgos Promesas CF       | 4-0   | 0-0       | 4-0    |  |
| 1978-79   | Segunda ronda (1/64) | UD Salamanca             | 0-3   | 2-7       | 2-10   |  |
| 1979-80   | Primera ronda        | Burgos CF                | 0-3   | 0-3       | 0-6    |  |
| 1980-81   | Primera ronda        | Real Valladolid Promesas | 1-2   | 0-0       | 1-2    |  |